# Giannantonio Selva
Giannantonio Selva (Venezia, 2 settembre 1751 – Venezia, 22 gennaio 1819) è stato un architetto e architetto del paesaggio italiano, importante esponente del Neoclassicismo.

## Biografia
Figlio di Lorenzo Selva, ottico e scienziato, studiò architettura a Venezia e fu allievo di Tommaso Temanza. Visitò Roma (dove conobbe Antonio Canova), Londra e Parigi, e viaggiò in Belgio e in Olanda (1778-81).
Fu titolare della cattedra di architettura all'Accademia di Venezia e, come architetto, ebbe una fortunata carriera; operò soprattutto nella sua regione d'origine, divenendo il più noto degli architetti veneziani a cavallo tra Settecento e Ottocento.
Le sue opere risentono della lezione neoclassica, pur denotando uno stile ancora ancorato alla tradizione.
I primi lavori furono impostati su un Neopalladianesimo semplificato, come il Teatro La Fenice (1792, ritenuta la sua opera migliore). Solo più tardi volse al Neoclassicismo in maniera più rigorosa, come nel caso del Duomo di Cologna Veneta. I suoi edifici, di corrette proporzioni e basati su pochi temi, risultano trattati con grande competenza e hanno rilevanza oltre la regione.

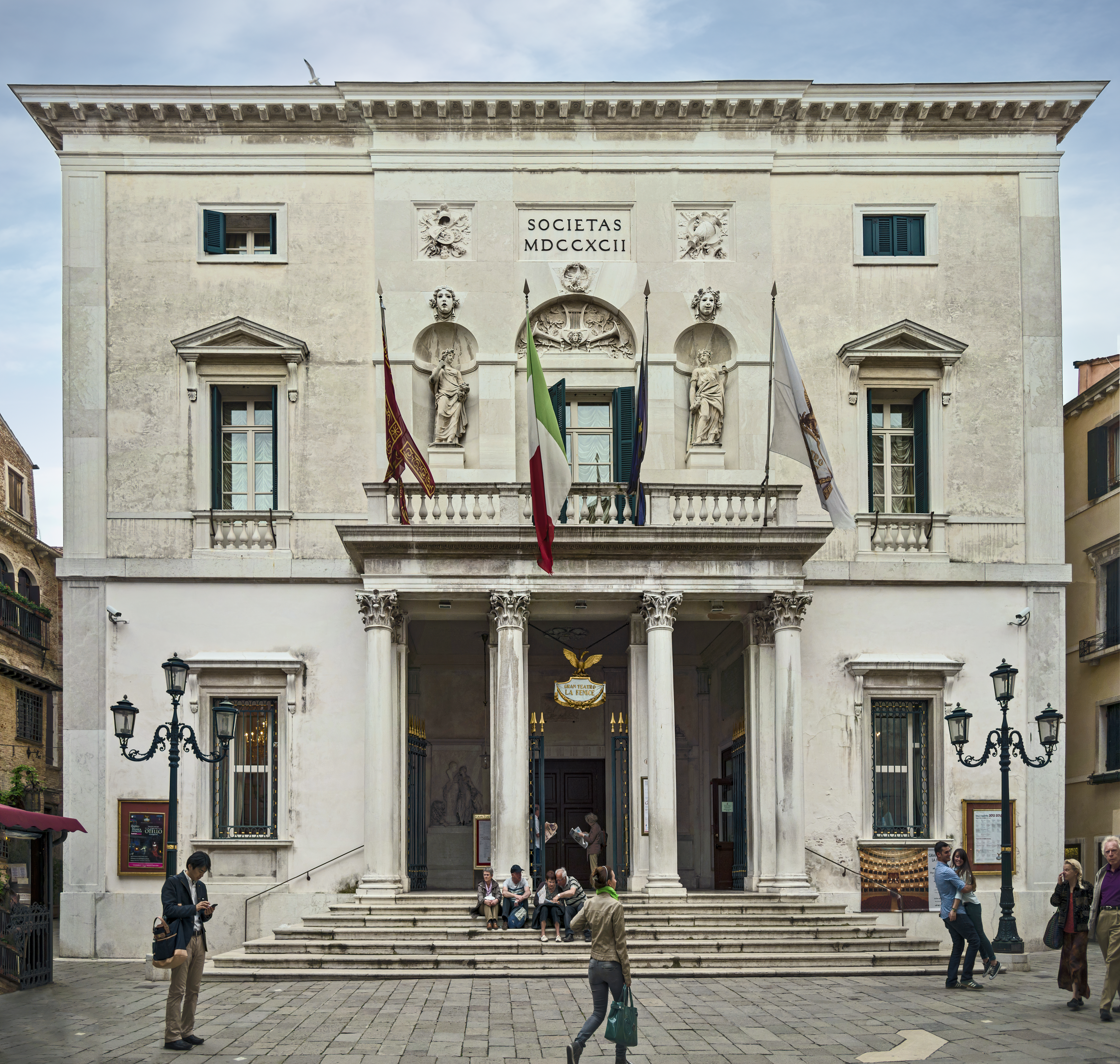
Teatro La Fenice, facciata, Venezia

Curò gli allestimenti effimeri per l'entrata in città di Napoleone  durante l'occupazione francese, infatti nel gennaio del 1806, e fino al 1814, Venezia divenne parte del regno napoleonico d’Italia e la cessione venne ratificata con la pace di Presburgo, iniziò così in governo del Regno d'Italia napoleonico anche su Venezia e nel gennaio del 1807 venne costituita la Commissione per la gestione urbanistica ed architettonica della città lagunare. La Commissione all'Ornato introduceva la città nell’età moderna, ai criteri urbanistici previsti con il decreto del viceré si attennero tutti gli operatori del XIX secolo, e il Selva assieme ad altri quattro membri ne fu principale promotore delle opere previste. Fu incaricato di realizzare alcuni giardini pubblici nel sestiere di Castello, della creazione della via Eugenia prossima all'area dei giardini di Castello e il cimitero comunale nell'isola di San Cristoforo posta tra il fronte nord della città e l'isola di Murano.
L'amicizia con il Canova ha fatto attribuire a Selva il Tempio Canoviano di Possagno, felice fusione tra il tema del Partenone e quello del Pantheon, da alcuni ritenuto il capolavoro del Neoclassicismo in Veneto.
Progettò anche le chiese di San Maurizio e quella del Nome di Gesù, poi terminate dal suo assistente Antonio Diedo.

## Opere
- Palazzo Pisani de Lazzara, Padova (1783)
- Palazzo Erizzo, Venezia (1783-84)
- Palazzo Manin, Venezia (1794)
- Palazzo Smith Mangilli Valmarana, Venezia (1794)
- Villa Manfrin detta Margherita a Sant'Artemio, presso Treviso (circa 1790)
- Palazzo Dotti Vigodarzere, Padova (1796)
- Gran Teatro La Fenice (1792)
- Teatro Nuovo di Trieste, oggi Teatro Verdi (1798), ma la configurazione esterna si deve a Matteo Pertsch
- Teatro de la Sena di Feltre (1802-10)
- Duomo di Cologna Veneta (1807-10)
- Chiesa di San Maurizio (Venezia), (1806)
- Chiesa del Nome di Gesù (completata nel 1834)
- Chiesa di Ampezzo
- Tempio Canoviano a Possagno, anche se in tale opera non è facile distinguere il contributo d'idee di Canova da quello prettamente tecnico di Selva
- progetto dei Giardini di Castello e della Giudecca, Venezia
- Palazzo Negri (già Vela San Bonifacio), Verona XVIII secolo.